# جورجينا تيري
جورجينا تيري (بالإنجليزية: Georgina Terry)‏ هي ممثلة بريطانية، ولدت في 1990.

## وصلات خارجية
- جورجينا تيري على موقع IMDb (الإنجليزية)
- جورجينا تيري على موقع قاعدة بيانات الفيلم (الإنجليزية)